# 五次方程式
五次方程式（ごじほうていしき、英語: quintic equation）とは、次数が5であるような代数方程式のこと。

## 概要
一般に一変数の五次方程式は
a5 x5 + a4 x4 + a3 x3 + a2 x2 + a1 x + a0 = 0, (a5 ≠ 0)
の形で表現される。
代数学の基本定理によれば、任意の複素数係数方程式は複素数の中に根が存在する。その一方、五次以上の一般の方程式に対する代数的解法は存在しない。すなわち、一般の五次方程式に対して代数的な根の公式は存在しない。もう少し詳しく書くと、五次の一般方程式の根を、その式の各項の係数と有理数の、有限回の四則演算及び有限回の根号をとる操作の組み合わせで表示することはできない。
これはルフィニ、アーベルらによって示された（アーベル–ルフィニの定理参照）。
またガロアによって方程式が代数的に解ける条件が裏付けられている（ガロア理論参照）。
なお、代数的ではないが、楕円関数などを用いた根の公式は存在する。

## 解の公式
五次方程式の解を超越的な手続を許して構成する方法としては、
- レベル5のモジュラー方程式の解を利用する方法
- 超幾何級数を利用する方法

の2つが知られている。
前者はエルミートによって、後者はクラインによって導出された。

### エルミートによる解法
五次方程式の解を構成するためには、まず、次の3つの事実を知っておく必要がある。
- 任意の五次方程式は代数的操作のみによってブリング-ジェラード(Bring-Jerrard)の標準形に変形できる。
- レベル5のモジュラー方程式の解が具体的に求められる。
- それらの解のある特定のコンビネーションが五次方程式を満足し、ブリング-ジェラードの標準形と関係付けることができる。

これらを結合することで五次方程式の解を構成することができる。

#### ブリング-ジェラードの標準形
任意の五次方程式
{\displaystyle x^{5}+a_{4}x^{4}+a_{3}x^{3}+a_{2}x^{2}+a_{1}x+a_{0}=0}
はチルンハウス変換
{\displaystyle y=x^{4}+b_{3}x^{3}+b_{2}x^{2}+b_{1}x+b_{0}}
において係数 bj をうまく選ぶことにより、ブリング-ジェラードの標準形
{\displaystyle y^{5}+y+b=0}
への変換が可能であるので、まずこの形へ帰着させる。係数bj と b は元の方程式の係数 al から複雑な代数的な演算（四則と冪根の組み合わせ）で表されたものとなる。

#### レベル5のモジュラー方程式
複素トーラスの周期をそれぞれ {\displaystyle \omega _{1},\omega _{2}} として、{\displaystyle \tau } を
{\displaystyle \tau ={\frac {\omega _{2}}{\omega _{1}}}}
で定義する。ただし、{\displaystyle \tau } は純虚数と仮定する。また、
{\displaystyle q=e^{i\pi \tau }}
と定義する。この時 {\displaystyle q} と {\displaystyle q^{n}}  が満足する関係式、または同値だが {\displaystyle \tau } と {\displaystyle n\tau } とが満たすべき関係式のことを「レベル {\displaystyle n} のモジュラー方程式」と言う。この方程式は次の形をとる。
{\displaystyle {\frac {L'}{L}}=n{\frac {K'}{K}}.}
ただし、{\displaystyle K,L} はそれぞれ母数が {\displaystyle k,l} の第1種完全楕円積分、{\displaystyle K',L'} はそれぞれ母数が {\displaystyle k':={\sqrt {1-k^{2}}}}、{\displaystyle l':={\sqrt {1-l^{2}}}} の第1種完全楕円積分を表す。この方程式によって、2つの母数 {\displaystyle k,l} が満たすべき方程式が決まる。{\displaystyle n=5} のとき {\displaystyle \tau } と {\displaystyle 5\tau } は次の関係式を満足することが分かっている。
{\displaystyle F\left[-{\sqrt[{4}]{\kappa (5\tau )}},{\sqrt[{4}]{\kappa (\tau )}}\right]=0,\quad F(x,y)=x^{6}-y^{6}+5x^{2}y^{2}(x^{2}-y^{2})-4xy(x^{4}y^{4}-1)=0,}
ただし、{\displaystyle \kappa (\tau )}は母数を表す。また、この式の証明の途中で次の2つの命題が証明される。
- {\displaystyle K=\mathbb {Q} [{\sqrt[{4}]{\kappa }}(\tau )]} と定義すると、{\displaystyle F[x,{\sqrt[{4}]{\kappa }}(\omega )]\in \mathbb {Q} [{\sqrt[{4}]{\kappa }}(\omega )][x]=K[x]} は {\displaystyle K} 上で既約である。
- この方程式の解が {\displaystyle \alpha _{\infty }=-{\sqrt[{4}]{\kappa (5\tau )}},\quad \alpha _{l}={\sqrt[{4}]{\kappa \left({\frac {\tau +16l}{5}}\right)}}\quad l\in \{1,2,3,4\}}

で与えられる。

#### 解の構成
今、
{\displaystyle {\begin{aligned}r_{0}&=(\alpha _{\infty }-\alpha _{0})(\alpha _{1}-\alpha _{4})(\alpha _{2}-\alpha _{3}){\sqrt[{4}]{\kappa }}(\tau )\\r_{1}&=(\alpha _{\infty }-\alpha _{1})(\alpha _{2}-\alpha _{0})(\alpha _{3}-\alpha _{4}){\sqrt[{4}]{\kappa }}(\tau )\\r_{2}&=(\alpha _{\infty }-\alpha _{2})(\alpha _{1}-\alpha _{3})(\alpha _{0}-\alpha _{4}){\sqrt[{4}]{\kappa }}(\tau )\\r_{3}&=(\alpha _{\infty }-\alpha _{3})(\alpha _{2}-\alpha _{4})(\alpha _{1}-\alpha _{0}){\sqrt[{4}]{\kappa }}(\tau )\\r_{4}&=(\alpha _{\infty }-\alpha _{4})(\alpha _{0}-\alpha _{3})(\alpha _{1}-\alpha _{2}){\sqrt[{4}]{\kappa }}(\tau )\end{aligned}}}
と定義すると、{\displaystyle r_{i}} は {\displaystyle \;K({\sqrt {5\,}})\;} 上の方程式
{\displaystyle x^{5}-2^{4}\cdot 5^{3}\kappa ^{2}(1-\kappa ^{2})^{2}x-2^{6}\cdot 5^{\frac {5}{2}}\kappa ^{2}(1-\kappa ^{2})^{2}(1+\kappa ^{2})=0}
の解であることが証明できる。この式とブリング-ジェラードの標準形とを結合することで五次方程式の解が構成できる。具体的には、
{\displaystyle b=-{\rm {i}}{\frac {2(1+\kappa ^{2})}{5^{\frac {5}{4}}{\sqrt {\kappa (1-\kappa ^{2})}}}}}
の変換で互いに移り変わる。これより、複素数 {\displaystyle \kappa (\tau )} は、四次方程式を解くことで決定できる。{\displaystyle r_{i}} を決定するには、この他に {\displaystyle \tau } そのものの値も必要であるので、残されている手続はパラメータ {\displaystyle \tau } の決定である。そして、この部分が超越的操作を含んでいる。{\displaystyle \kappa (\tau )} と {\displaystyle \tau } とは、楕円曲線 C
{\displaystyle y^{2}=(1-x^{2})(1-\kappa ^{2}x^{2})}
上の第1種積分
{\displaystyle \xi ={\frac {dx}{y}}={\frac {dx}{\sqrt {(1-x^{2})(1-\kappa ^{2}x^{2})}}}}
の周期の比、すなわち第一種完全楕円積分
{\displaystyle K=K(\kappa )=\int _{0}^{1}{\frac {dx}{\sqrt {(1-x^{2})(1-\kappa ^{2}x^{2})}}},\quad K'=K'(\kappa )=K(\kappa ')=\int _{0}^{1}{\frac {dx}{\sqrt {(1-x^{2})(1-{\kappa '}^{2}x^{2})}}},\quad \kappa '={\sqrt {1-\kappa ^{2}}}}
を用いて、
{\displaystyle \tau ={\frac {{\rm {i}}K'}{K}}}
の関係で結ばれている。これが {\displaystyle \kappa (\tau )}から {\displaystyle \tau } を決定する式である。この式は代数的には解けないが、この方程式を満足する {\displaystyle \tau } を {\displaystyle r_{i}} に代入して五次方程式の解が得られる。

### クラインによる解法

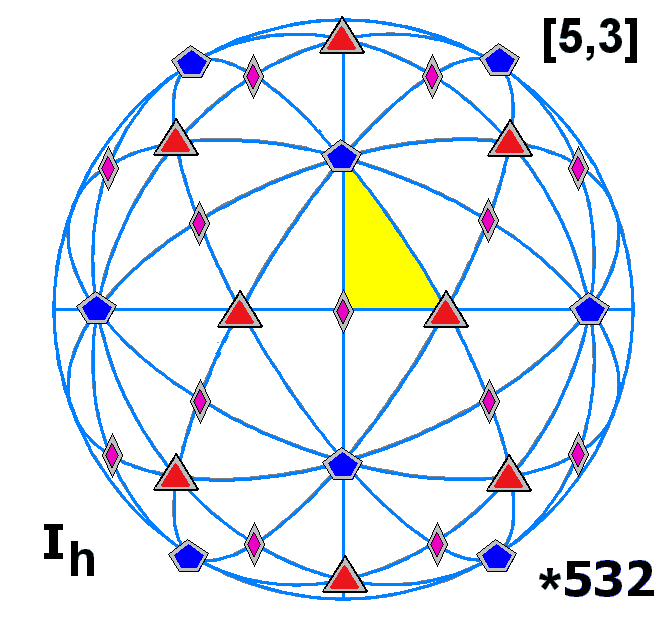
正二十面体的対称性（Icosahedral symmetry）

五次方程式を正20面体方程式（60次方程式）に帰着させ、正20面体方程式の解は超幾何関数で示される。
正20面体を二次元球面 S2に内接。
二次元球面 S2とリーマン球面（複素射影直線）を同一視。複素射影直線の斉次座標を{\displaystyle z_{1},z_{2}(z={z_{1}}/{z_{2}})}とし、以下の式を得る。
{\displaystyle f=z_{1}z_{2}(z_{1}^{10}+11z_{1}^{5}z_{2}^{5}-z_{2}^{10}),}
{\displaystyle H=-(z_{1}^{20}+z_{2}^{20})+228(z_{1}^{15}z_{2}^{5}-z_{1}^{5}z_{2}^{15})-494z_{1}^{10}z_{2}^{10},}
{\displaystyle T=(z_{1}^{30}+z_{2}^{30})+522(z_{1}^{25}z_{2}^{5}-z_{1}^{5}z_{2}^{25})-10005(z_{1}^{20}z_{2}^{10}+z_{1}^{10}z_{2}^{20}).}
これらを用いて
{\displaystyle q(z)={\frac {H(z_{1},z_{2})^{3}}{1728f(z_{1},z_{2})^{5}}}={\frac {H(z,1)^{3}}{1728f(z,1)^{5}}}}
となり、 {\displaystyle q(z)=u} は60次の方程式、いわゆる正20面体方程式
{\displaystyle ((z^{20}+1)-288(z^{15}-z^{5})+494z^{10})^{3}+1728uz^{5}(z^{10}+11z^{5}-1)^{5}=0}
となる。
逆を求めると F(α,β,γ;ｚ）をガウスの超幾何関数として
{\displaystyle z={\frac {F({\frac {11}{60}},{\frac {31}{60}},{\frac {6}{5}};{\frac {1}{u}})}{{\sqrt[{5}]{1728}}F(-{\frac {1}{60}},{\frac {19}{60}},{\frac {4}{5}};{\frac {1}{u}})}}}

### 限定的な代数的解法
一般の5次方程式が代数的には解かれないということは、上記に示したとおりであるが、特定の五次方程式がどのような場合に解けるかについては分かっている。ラグランジュが3次、4次で用いた手法をそのまま持ち込んだ場合、{\displaystyle \alpha _{i}}を元の方程式の根として、
{\displaystyle x=(\alpha _{1}+\zeta \alpha _{2}+\zeta ^{2}\alpha _{3}+\zeta ^{3}\alpha _{4}+\zeta ^{4}\alpha _{5})^{5}} (ただし ζ は1の原始5乗根)
の置換を考察することになるが、この場合5次対称群の位数は120で、出現する式は5次巡回群の位数=5で割った24通りである。つまりその為に解かなければならない{\displaystyle x}の方程式は24次のものとなり、次数が5次よりも高くなり，困難の程度がはるかに増す。
そこでより位数の低い置換を与えるような式を考察する必要があるが、これは1861年にアーサー・ケイリーが与えたものが最良となる。
{\displaystyle x=(\alpha _{1}\alpha _{2}+\alpha _{2}\alpha _{3}+\alpha _{3}\alpha _{4}+\alpha _{4}\alpha _{5}+\alpha _{5}\alpha _{1}-\alpha _{1}\alpha _{3}-\alpha _{2}\alpha _{4}-\alpha _{3}\alpha _{5}-\alpha _{4}\alpha _{1}-\alpha _{5}\alpha _{2})^{2}}
この場合に置換により現れる式の値は6通りであり、{\displaystyle x}の6次方程式を解くことに帰着する。もちろんこれを代数的に解くことは一般的な状況では不可能であるが、根の平方が有理数となる場合に限り、実質的な次数が下がり、代数的に解ける。その後は3次、4次のラグランジュの解法と同様にして元の方程式の根が得られる。これが五次方程式が代数的に（四則と開冪で）解かれるための必要十分条件である。

### 超冪根による解法
四則演算と通常の冪根をとることに加えて超冪根（すなわち既約な方程式 x5 + x - a = 0 の唯一の実根）をとる操作も「代数的操作」として許容した場合、この拡張された意味において一般五次方程式が「代数的に」解けることが知られている。

## ガロア群
方程式が係数体上で既約ならそのガロア群は推移群になる。5次の推移群は以下の 5種類である 。
- S5 対称群（位数 120）
- A5 交代群（位数 60）
- B'5 メタ巡回群（英語版）（位数 20）
- B5 半メタ巡回群（位数 10）
- C5 巡回群（位数 5）

既約な {\displaystyle \mathbb {Q} } 係数の 5 次方程式 {\displaystyle x^{5}+ax^{4}+bx^{3}+cx^{2}+dx+e=0} のガロア群 G の位数（群の要素の数） は 120, 60, 20, 10, 5 のどれかである。
- 5次対称群 S5
- 5次交代群 A5
- 位数20のフロベニウス群 F20
- 10次二面体群 D10
- 5次巡回群 C5